# GNAT

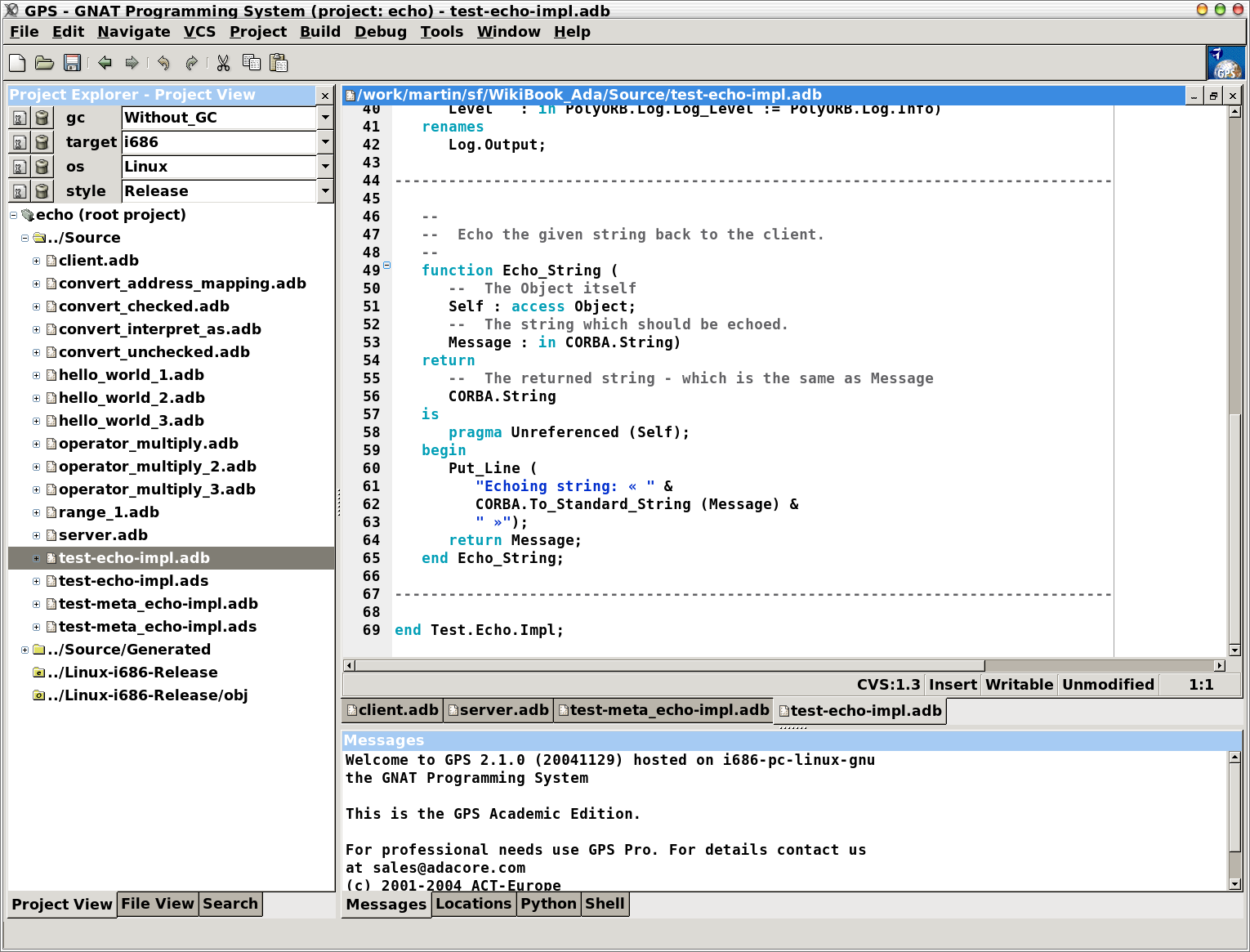
Zrzut ekranu, środowiska kompilatora GNAT

GNAT (GNU Ada Translator) – kompilator języka programowania Ada oparty na GCC.
GNAT jest rozwijany przez firmę AdaCore i dostępny na licencji GPL.
Ponieważ jest on oparty na GCC, jest dostępny na wszystkie platformy, na których działa GCC, czyli więcej niż jakikolwiek inny kompilator Ady.
Aktualnie w obiegu znajduje się kilka wersji kompilatora:
- GNAT 3.15p – stare wydanie oparte na GCC 2.8.1, biblioteka standardowa na licencji GMGPL
- GCC 3.4 – wersje stabilne portu GNATa na nowe GCC, biblioteka standardowa na licencji GMGPL
- GCC 4.x – wersje rozwojowe portu GNATa na nowe GCC, biblioteka standardowa na licencji GMGPL, eksperymentalna obsługa standardu Ada 2005
- GNAT-GPL 2005 – najnowsze wydanie Ada Core Technologies składające się z pełnego środowiska programistycznego wraz z użytecznymi bibliotekami, obsługuje standard Ada 2005; jednak biblioteka standardowa została wypuszczona na licencji GPL, więc to wydanie nie pozwala na rozprowadzanie aplikacji wynikowych na innych licencjach
- GNAT Pro – wydanie komercyjne, które można zakupić u Ada Core Technologies